# Henn Industrial Group
Die Henn Industrial Group GmbH & Co KG (Eigenschreibweise HENN Connector Group) mit Sitz in Dornbirn ist ein österreichischer Anbieter von Verbindungssystemen für Anwendungen in der Industrie. Zur Henn Industrial Group (Henn IG) gehören neben der Henn GmbH & Co KG, die Eisele GmbH, die HENNgineered GmbH, sowie Tochterunternehmen in den USA und in China.

## Geschichte
2011 übernahm der Unternehmer Martin Ohneberg die Henn GmbH & Co KG als Mehrheitseigentümer und wurde Geschäftsführer. 2018 übernahm die Henn Industrial Group die UFT Produktion GmbH (Metalltiefzieher) sowie die TKW Molding GmbH (Kunststoffspritzgießer). Anfang 2021 folgte die Übernahme des Unternehmens Eisele. Während Henn Kupplungen im mittleren Durchmesser- und niedrigen Druckbereich anbietet, sind Eisele-Produkte mit ihren kleineren Durchmessern in einem mittleren Druckbereich zu finden. 2023 wurden drei Unternehmen (UFT, TKW und VMR) zu einem – HENNgineered – zusammengeführt.
Der Umsatz der Unternehmensgruppe wuchs nach eigenen Angaben von 19 Millionen Euro im Jahr 2010 auf 137 Millionen Euro im Jahr 2022.
Die Unternehmensgruppe ist in zwei Divisionen tätig: 
- Fluid-Verbindungstechnik
- Industrialisierungspartner und Auftragsfertigung

Henn war 2022 Sponsor der österreichischen Tennis-Bundesliga („HENN Bundesliga“).

## Aufbau der Henn Industrial Group

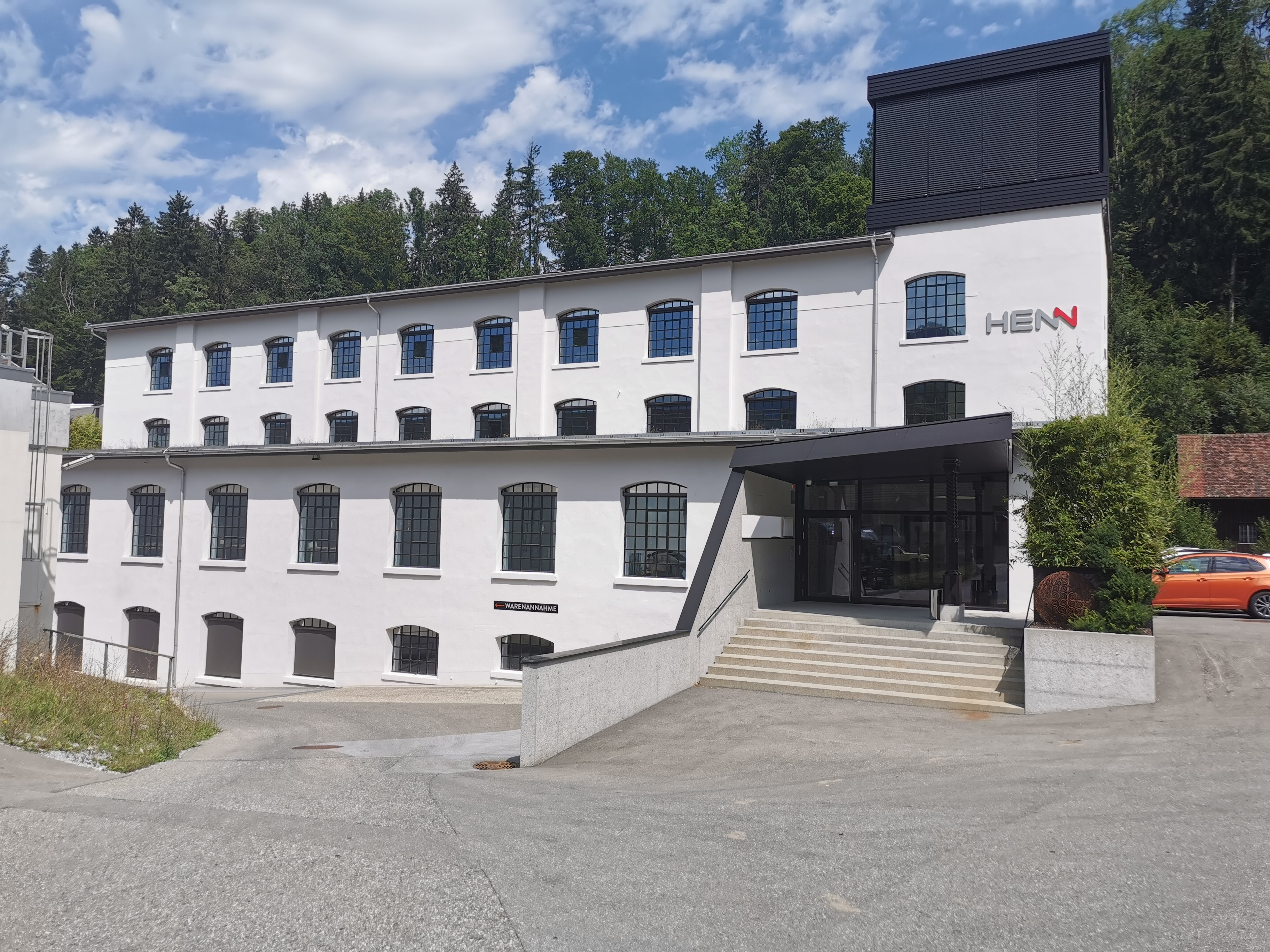
Sitz der Henn GmbH & Co KG im Steinebach (Dornbirn)

Die Henn IG besteht aus drei Unternehmen: Der Henn GmbH & Co KG, Eisele GmbH und der HENNgineered GmbH.

### Henn
Die Henn GmbH & Co KG mit Sitz in Dornbirn (Österreich) ist ein führender Anbieter von Schnellkupplungen für Ladeluft- und Kühlwassersysteme und Resonatoren. Henn wurde 1990 gegründet und fokussierte sich in den ersten Jahren mit der ShortClip-Entwicklung auf die Automobilindustrie. 1996 kam es zum ersten Serieneinsatz beim Autohersteller Audi, 1998 folgten Porsche und Mercedes. Mittlerweile sind mehr als 500 Millionen Kupplungen von Henn weltweit im Einsatz. Das Unternehmen verkauft auch Montageautomaten, die mit einer eigens entwickelten Verpressmethode arbeiten.
Zur Produktpalette des Unternehmens gehören im Wesentlichen:
- Kühlwassersysteme (HC.WATER)
- Ladeluftsysteme (HC.AIR)
- Resonatoren (HC.RESONATOR)
- Montageautomaten

Die Produkte, die zu 100 Prozent digital mittels Data-Matrix-Code nachverfolgt werden können, finden bei fast allen Automobilherstellern weltweit Einsatz und sind sowohl für Verbrennungsmotoren, als auch für Elektro-, Hybrid- und Brennstoffzellenfahrzeuge geeignet.

### Eisele
Die Eisele GmbH mit Stammsitz in Waiblingen (Deutschland) entwickelt, produziert und vertreibt Anschlüsse aus Ganzmetall. Die Anschlüsse von Eisele werden unter anderem in der Robotik, der Lebensmittelproduktion, der Medizintechnik, der Verpackungsindustrie, der Pharmaindustrie sowie im Bereich der erneuerbaren Energien verwendet. Das Unternehmen wurde 1939 gegründet und ist mittlerweile mit mehr als 100 Mitarbeitern in 22 Ländern vertreten. Seit Frühjahr 2021 gehört es gemeinsam mit seiner Tochtergesellschaft in Grand Rapids, Michigan (USA) zur Henn Gruppe.
Beispiele von Eisele-Produkten:
- Multikupplungen
- Funktionsverschraubungen
- Schläuche
- Steckanschlüsse
- Muffen und Adapter
- Verteiler
- Verschraubungen
- Tüllen
- Doppelnippel
- Schnellschlusskupplungen
- Totraumarme Anschlüsse

### HENNgineered
Die HENNgineered GmbH ist ein Zusammenschluss der ehemaligen Unternehmen TKW, UFT und VMR. Das Unternehmen ist an vier Standorten in Blankenhain, Heinsdorfergrund, Mönchweiler und Taicang (China) tätig. HENNgineered ist spezialisiert auf eine Vielfalt von Technologien und Fertigungsverfahren, welche unterschiedlichste Materialien umfassen: Kunststoffspritzguss, Drehen und Fräsen, Metall-Tiefziehen, 3D-Druck in Metall und Kunststoff, Vakuumguss, Polyamidguss und Senkerodieren. Zum Produktportfolio gehören beispielsweise: Kunststoff- und Automotivkomponenten, Kupplungen, Getriebsgehäuse, Antriebseinheiten, Hubplatten und Nassrasierer.